# Pseudopostega conicula
Pseudopostega conicula là một loài bướm đêm thuộc họ Opostegidae. It known only from the Guanacaste Province ở tây bắc Costa Rica in lowland, seasonal dry forests.
Chiều dài cánh trước là 2.3-2.6 mm. Con trưởng thành bay vào tháng 7 và tháng 8.